# European Championships 2022/Teilnehmer (Island)
| Gelbes Symbol für Goldmedaillen mit stilisierten Olympischen Ringen | Graues Symbol für Silbermedaillen mit stilisierten Olympischen Ringen | Braundes Symbol für Bronzemedaillen mit stilisierten Olympischen Ringen |
| ------------------------------------------------------------------- | --------------------------------------------------------------------- | ----------------------------------------------------------------------- |
| —                                                                   | —                                                                     | —                                                                       |

Island nahm an den European Championships 2022 mit insgesamt 17 Athleten (8 Männer, 9 Frauen) teil.

## Teilnehmer nach Sportarten

### Leichtathletik
Springen und Werfen 
| Athleten                 | Wettbewerb  | Qualifikation | Qualifikation | Finale        | Finale        | Rang |
| Athleten                 | Wettbewerb  | Weite/Höhe    | Rang          | Weite/Höhe    | Rang          | Rang |
| ------------------------ | ----------- | ------------- | ------------- | ------------- | ------------- | ---- |
| Frauen                   |             |               |               |               |               |      |
| Erna Sóley Gunnarsdóttir | Kugelstoßen | 16,41 m       | 22            | ausgeschieden | ausgeschieden | 22   |
| Männer                   |             |               |               |               |               |      |
| Hilmar Örn Jónsson       | Hammerwurf  | 76,33 m       | 7             | 70,03 m       | 12            | 12   |
| Guðni Valur Guðnason     | Diskuswurf  | 61,80 m       | 12            | 61,00 m       | 11            | 11   |

### Radsport

#### Straße
| Athleten              | Wettbewerb       | Zeit         | Rang |
| --------------------- | ---------------- | ------------ | ---- |
| Frauen                |                  |              |      |
| Silja Jóhannesdóttir  | Straßenrennen    |              |      |
| Silja Rúnarsdóttir    | Einzelzeitfahren | 35:44,78 min | 28   |
| Hafdís Sigurðardóttir | Einzelzeitfahren | 34:58,81 min | 26   |
| Hafdís Sigurðardóttir | Straßenrennen    |              |      |
| Männer                |                  |              |      |
| Ingvar Ómarsson       | Einzelzeitfahren | 31:12,19 min | 30   |
| Ingvar Ómarsson       | Straßenrennen    | 4:42:20 h    | 111  |

### Turnen
| Athleten                                                                                                | Wettbewerb           | Qualifikation | Qualifikation | Finale        | Finale        | Rang |
| Athleten                                                                                                | Wettbewerb           | Punkte        | Rang          | Punkte        | Rang          | Rang |
| --- | -------------------- | ------------- | ------------- | ------------- | ------------- | ---- |
| Frauen                                                                                                  |                      |               |               |               |               |      |
| Thelma Aðalsteinsdóttir                                                                                 | Boden                | 11,133        | 91            | ausgeschieden | ausgeschieden | 91   |
| Thelma Aðalsteinsdóttir                                                                                 | Schwebebalken        | 12,233        | 35            | ausgeschieden | ausgeschieden | 35   |
| Thelma Aðalsteinsdóttir                                                                                 | Stufenbarren         | 11,733        | 57            | ausgeschieden | ausgeschieden | 57   |
| Thelma Aðalsteinsdóttir                                                                                 | Mehrkampf Einzel     | —             | —             | 47,432        | 42            | 42   |
| Hildur Guðmundsdóttir                                                                                   | Boden                | 11,800        | 59            | ausgeschieden | ausgeschieden | 59   |
| Hildur Guðmundsdóttir                                                                                   | Schwebebalken        | 11,166        | 75            | ausgeschieden | ausgeschieden | 75   |
| Hildur Guðmundsdóttir                                                                                   | Stufenbarren         | 9,666         | 104           | ausgeschieden | ausgeschieden | 104  |
| Hildur Guðmundsdóttir                                                                                   | Mehrkampf Einzel     | —             | —             | 44,398        | 63            | 63   |
| Guðrún Harðardóttir                                                                                     | Schwebebalken        | 11,333        | 67            | ausgeschieden | ausgeschieden | 67   |
| Guðrún Harðardóttir                                                                                     | Stufenbarren         | 10,100        | 99            | ausgeschieden | ausgeschieden | 99   |
| Margrét Lea Kristinsdóttir                                                                              | Boden                | 11,933        | 56            | ausgeschieden | ausgeschieden | 56   |
| Ágnes Sütő                                                                                              | Boden                | 11,666        | 70            | ausgeschieden | ausgeschieden | 70   |
| Ágnes Sütő                                                                                              | Schwebebalken        | 7,933         | 118           | ausgeschieden | ausgeschieden | 118  |
| Ágnes Sütő                                                                                              | Stufenbarren         | 10,500        | 88            | ausgeschieden | ausgeschieden | 88   |
| Ágnes Sütő                                                                                              | Mehrkampf Einzel     | —             | —             | 41,665        | 78            | 78   |
| Thelma Aðalsteinsdóttir Hildur Guðmundsdóttir Guðrún Harðardóttir Margrét Lea Kristinsdóttir Ágnes Sütő | Mannschaftsmehrkampf | 138,129       | 23            | ausgeschieden | ausgeschieden | 23   |
| Männer                                                                                                  |                      |               |               |               |               |      |
| Martin Guðmundsson                                                                                      | Barren               | 7,666         | 108           | ausgeschieden | ausgeschieden | 108  |
| Martin Guðmundsson                                                                                      | Boden                | 13,233        | 45            | ausgeschieden | ausgeschieden | 45   |
| Martin Guðmundsson                                                                                      | Pauschenpferd        | 10,766        | 102           | ausgeschieden | ausgeschieden | 102  |
| Martin Guðmundsson                                                                                      | Reck                 | 12,600        | 63            | ausgeschieden | ausgeschieden | 63   |
| Martin Guðmundsson                                                                                      | Ringe                | 12,033        | 98            | ausgeschieden | ausgeschieden | 98   |
| Martin Guðmundsson                                                                                      | Mehrkampf Einzel     | —             | —             | 69,098        | 70            | 70   |
| Jón Gunnarsson                                                                                          | Reck                 | DNS           | DNS           | ausgeschieden | ausgeschieden | DNS  |
| Jón Gunnarsson                                                                                          | Ringe                | 12,233        | 93            | ausgeschieden | ausgeschieden | 93   |
| Valgard Reinhardsson                                                                                    | Barren               | 12,733        | 72            | ausgeschieden | ausgeschieden | 72   |
| Valgard Reinhardsson                                                                                    | Boden                | 13,433        | 35            | ausgeschieden | ausgeschieden | 35   |
| Valgard Reinhardsson                                                                                    | Pauschenpferd        | 11,933        | 76            | ausgeschieden | ausgeschieden | 76   |
| Valgard Reinhardsson                                                                                    | Reck                 | 12,333        | 76            | ausgeschieden | ausgeschieden | 76   |
| Valgard Reinhardsson                                                                                    | Ringe                | 12,633        | 81            | ausgeschieden | ausgeschieden | 81   |
| Valgard Reinhardsson                                                                                    | Mehrkampf Einzel     | —             | —             | 77,098        | 42            | 42   |
| Jonas Ingi Thorisson                                                                                    | Barren               | 12,533        | 81            | ausgeschieden | ausgeschieden | 81   |
| Jonas Ingi Thorisson                                                                                    | Boden                | 12,633        | 79            | ausgeschieden | ausgeschieden | 79   |
| Jonas Ingi Thorisson                                                                                    | Pauschenpferd        | 10,700        | 104           | ausgeschieden | ausgeschieden | 104  |
| Jonas Ingi Thorisson                                                                                    | Reck                 | 12,133        | 87            | ausgeschieden | ausgeschieden | 87   |
| Jonas Ingi Thorisson                                                                                    | Ringe                | 11,200        | 106           | ausgeschieden | ausgeschieden | 106  |
| Jonas Ingi Thorisson                                                                                    | Mehrkampf Einzel     | —             | —             | 72,865        | 61            | 61   |
| Atli Snær Valgeirsson                                                                                   | Barren               | 9,000         | 107           | ausgeschieden | ausgeschieden | 107  |
| Atli Snær Valgeirsson                                                                                   | Boden                | 12,333        | 91            | ausgeschieden | ausgeschieden | 91   |
| Martin Guðmundsson Jón Gunnarsson Jonas Ingi Thorisson Atli Snær Valgeirsson Valgard Reinhardsson       | Mannschaftsmehrkampf | 222,261       | 26            | ausgeschieden | ausgeschieden | 26   |

## Weblink
- Ergebnisse von Island bei den European Championships 2022